# Wybrzeże Ingrid Christensen
Wybrzeże Ingrid Christensen (ang. Ingrid Christensen Coast, norw. Ingrid Christensen Kyst) część wybrzeża Ziemi Księżniczki Elżbiety na Antarktydzie Wschodniej.
Leży pomiędzy Jennings Promontory (72°33′E) na skraju Lodowca Szelfowego Amery’ego, a zachodnim skrajem Zachodniego Lodowca Szelfowego (81°24′E), przylegającego do Wybrzeża Leopolda i Astrid. Wybrzeże zostało odkryte 20 lutego 1935 roku przez Klariusa Mikkelsena, kapitana statku należącego do magnata wielorybniczego Larsa Christensena. Nosi ono imię jego żony, Ingrid Christensen, która towarzyszyła mężowi w wyprawach antarktycznych. Południowo-zachodnią część tego wybrzeża odkryto dopiero w 1947 podczas amerykańskiej Operacji Highjump. Na wybrzeżu tym mieści się Oaza Vestfold, obszar wolny od lodu, w której zbudowano australijską stację polarną Davis i oaza Larsemann Hills mieszcząca kilka stacji, m.in. rosyjską stację Progress.